# Epidemiologie

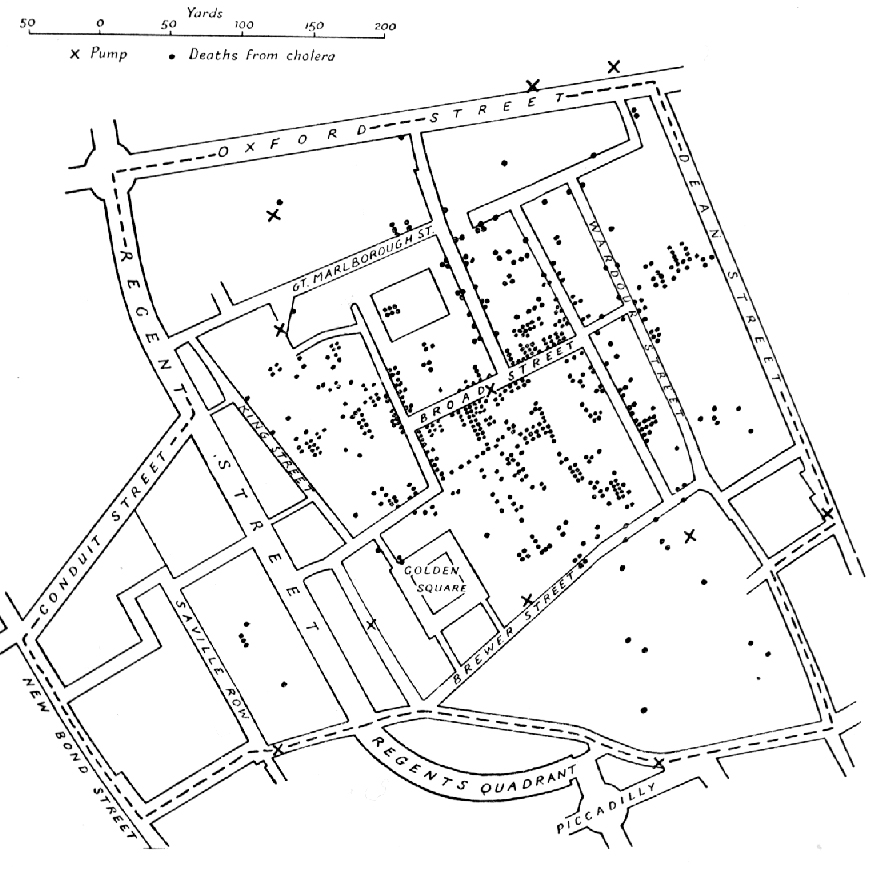
Cholerakaart van John Snow

De epidemiologie is de wetenschappelijke studie van het voorkomen en de verspreiding van ziekten binnen en tussen populaties. Vaak wordt epidemiologie gezien als de methodeleer van onderzoek naar gezondheid en ziekte in populaties. De centrale variabele in elk epidemiologisch onderzoek is immers een gezondheids- of ziektemaat.  
Het vakgebied behandelt zowel etiologie, diagnostiek, prognostiek als interventie vraagstukken. Hiermee is dit type onderzoek van wezenlijk belang voor de verbetering van de preventieve en curatieve gezondheidszorg, in zowel de medische als de paramedische sector. Statistische analyses van vaak grote bestanden zijn daarbij een belangrijk hulpmiddel. De klinimetrie houdt zich bezig met het meten van klinische verschijnselen en wordt gezien als een onderdeel van de epidemiologie.
Epidemiologie komt van het Oudgriekse ἐπιδήμιος, epidēmiοs, dat letterlijk 'datgene wat er over het volk ligt' betekent en van λογός, logos, dat onder andere woord kan betekenen. Het heeft de specifieke betekenis gekregen van 'datgene wat er aan ziekte onder het volk is', de vertaling van νόσος ἐπιδήμιος, nósos epidēmiοs, waarin νόσος ziekte betekent.
Epidemiologie heeft betrekking op mensen. Voor huisdieren en vee wordt het specifieke veterinaire epidemiologie gebruikt, hoewel hier beter epizoötiologie kan worden gesproken. Voor het voorkomen en de verspreiding van ziekteverwekkers wordt gesproken van microbiële epidemiologie.

## Geschiedenis
De Britse arts John Snow ontdekte in 1854 de oorzaak van een cholera-epidemie in de Broad Street van de wijk Soho in Londen. Door het ondervragen van cholerapatiënten en het in kaart brengen van de ziektegevallen concludeerde hij dat het water uit de lokale waterpomp de infectiehaard van de ziekte moest zijn. Hij maakte een eind aan de epidemie door het hengsel van de pomp te verwijderen. Snow ontdekte dus niet de verwekker van de cholera, een bacterie die pas later werd ontdekt, maar legde de grondslag van de nieuwe epidemiologische wetenschap, die de verspreiding van ziekten onder een bevolking bestudeert. Het was een belangrijke gebeurtenis in de ontwikkeling van de bevordering van de volksgezondheid.
Een van de belangrijkste ontdekkingen van de epidemiologie is het verband tussen roken en longkanker door de Engelsman Sir Richard Doll.